# Сосновка (Приморский край)
Сосно́вка — село в Спасском районе Приморского края. Входит в Спасское сельское поселение.

## География
Село Сосновка стоит в пойме озера Ханка, до берега около 13 км, до правого берега реки Спасовка около 4 км.
Дорога к селу Сосновка идёт на север от села Гайворон.
Расстояние до города Спасск-Дальний (через Гайворон, Степное и Спасское) около 25 км.

## История
Село основано в конце июня 1898 года тринадцатью крестьянскими семьями, выходцами из Черниговской губернии. Место для поселения избрано по указанию ходоков от старожилов из Гайворона, а участок отведён в 1901 году (удобной для хозяйств — 5813 десятин, всего — 7179 в том числе леса). Поселение было рассчитано на 58 семей (по 100 десятин на 1 семью). Размер усадьбы был определён в 1,5 десятины, готовые дома покупали в Гайвороне. Главными занятиями поселенцев были земледелие и скотоводство. Имелись ветряная мельница и кузница.
На средства Синодального училищного совета с 1908 года строилась, а в декабре 1909 года была открыта и освящена церковь-школа во имя Святого Вознесения (приписана к Гайворонскому приходу). В 1910 году в школе обучалось 24 мальчика и 15 девочек. В ведении школы находилось 100 десятин земли, а церковный надел — 220 десятин. Заведующим церковно-приходской школой и законоучителем был священник Трофим Сиворакша, а учителем — И. Т. Демидов (1913).
В 1912 году насчитывалось 77 дворов, а население составляло 614 человек (грамотных — 120), пашни под посевами составляли — 489 десятин. Было продано — 450 пудов пшеницы; лошадей — 118, волов — 109, коров — 150. Ежегодные ярмарки проходили в Гайвороне.
На 1 марта 1923 года было 76 хозяйств (в том числе старожильческих — 5), население составляло 493 человека (грамотных — 163), хозяйств с промыслами — 8, лошадей — 178 (в том числе рабочих −121), волов −32, коров — 34. Полевой пашни было 357 десятины, полевого посева — 248 десятин (в том числе под рожью — 35, пшеницей — 99, овсом — 114, гречихой — 47, картофелем — 8, льном — 10, покосами — 187, арендной пашни — 26). Строений жилых — 108, нежилых — 134, телег — 94, саней — 80, зерноочистителей −322, молотилок — 2, жнеек — 6, сеялок — 1, борон — 103, плугов — 99. В феврале 1923 года председателем сельского совета был Д. И. Будник.
На 17 декабря 1926 года было 99 хозяйств, население составляло 550 человек. В 1930-х организована коммуна «Приханкайская долина» (1931) и колхоз имени Калинина (18 хозяйств, зерновое направление). Посёлок обслуживался Евгеньевской МТС.
Демографическая ситуация: 1959—400, 1970—300, 1979—315 человек. В 60-70-е годы созданы Сосновская осушительная (1964) и рисовая системы.
На 1 января 2003 года территория составляла — 435 га (в том числе села — 70), население — 285 человек (до 16 лет — 84, пенсионеров — 44, в общественном произведстве — 21, в личном хозяйстве — 136), жилой фонд составлял 5,0 тыс. м², крестьянских хозяйств — 1. Социальная инфраструктура: дом культуры, медпункт, отдел, почтовой связи, магазин № 19 райпо, ветеринарный пункт, котельная «Примтеплоэнергия».
На въезде в село памятник-обелиск «Они пали за Родину. 1941—1945 гг.» (1982). Увековечены имена 20 односельчан, павших на полях сражений. Общественное самоуправление: староста, сельский сход, Совет ветеранов войны и труда, уличный кинотеатр (2005).

## Население
| 1900 | 1912 | 1923 | 1926 | 1959 | 1970 | 1979 |
| ---- | ---- | ---- | ---- | ---- | ---- | ---- |
| 288  | ↗614 | ↘493 | ↗550 | ↘400 | ↘300 | ↗315 |
| 2002 | 2010 |      |      |      |      |      |
| ↘261 | ↘193 |      |      |      |      |      |

## Экономика
- Сельскохозяйственные предприятия Спасского района, рисоводство.